# زكريا بن أحمد البلخي
أبو يحيى زكريا بن أحمد بن يحيى بن موسى البلخي (ت 330هـ)، من كبار فقهاء الشافعية المجتهدين.
أصله من بلخ، رحل كثيراً في طلب العلم، واستقر به المقام في دمشق، وصار قاضيها في خلافة المقتدر بالله.
كان عالماً كبيراً، وهو من بيت علم، وأبوه وجده.
تردد ذِكر البلخي في المهذب والوسيط والروضة وغيرها من كتب المذهب الشافعي.

## وفاته
توفي البلخي في دمشق، في شهر ربيع الأول سنة ثلاثين وثلاثمائة (330هـ).